# Глибокий Потік (річка)
Глибокий Потік — річка у Тячівському районі Закарпатської області. Права притока Апшиці (басейн Дунаю).

## Опис
Довжина річки 15 км. Висота витоку над рівнем моря — 347 м, висота гирла — 251, падіння річки — 96 м, похил річки — 6,4 м/км. Формується з багатьох безіменних струмків.

## Притоки
- Тетішулуй (правий).

## Розташування
Бере початок на південному сході від села Калини. Спочатку тече на південь, а потім на південний захід і в селі Нижня Апша впадає у річку Апшицю, праву притоку Тиси. 
Населені пункти вздовж  берегової смуги: Глибокий Потік, Подішор, Топчино.